# Bussière-Saint-Georges
Bussière-Saint-Georges – miejscowość i gmina we Francji, w regionie Nowa Akwitania, w departamencie Creuse.
Według danych na rok 1990 gminę zamieszkiwało 239 osób, a gęstość zaludnienia wynosiła 11 osób/km² (wśród 747 gmin Limousin Bussière-Saint-Georges plasuje się na 400. miejscu pod względem liczby ludności, natomiast pod względem powierzchni na miejscu 305.).